# James Brown (zenész)
James Brown szül. James Joseph Brown, Jr. (Barnwell, 1933. május 3. – Atlanta, 2006. december 25.) négyszeres Grammy-díjas amerikai zenész.
A 20. század egyik legjelentősebb soul zenei énekese. Beceneve: „Godfather of Soul”. Habár gitáron, billentyűs- és ütőhangszereken is tudott játszani, szinte kizárólag csak énekes-táncosként lépett fel koncertjein.

## Élete

### A kezdetek
James Brown – ahogy általában az akkori afroamerikai családok – szerény körülmények között nőtt fel Augustában (Georgia). Amikor négyéves volt, anyja elhagyta a családot. Így került nagynénjéhez Augustába, és fiatalkorát nála töltötte. Miután fegyveres rablásért négy évet börtönben töltött, a Bobby Byrd vezette Gospel Starlighters együtteshez csatlakozott. A zenekar ezekben az időkben váltott stílust, a gospeltől R&B-hez fordulva Louis Jordan, Ray Charles és Little Richard hatására. A nevüket is megváltoztatták The Famous Flames-re. Markáns egyénisége és szenvedélyes énekstílusa miatt kiemelkedett az együttesből. Ralph Bass producer 1955-ben hallotta a The Famous Flames "Please, Please, Please" című számát és azonnal szerződést ajánlott nekik. Ez újabb névváltoztatást eredményezett, az új nevük már James Brown and the Famous Flames lett.

### Az első sikerek
James Brown első albuma a Please, Please, Please 1958-ban a KING Records gondozásában jelent meg, és rögtön óriási siker lett. A sikereken felbuzdulva újabb albumot készítettek, ami viszont nem volt akkora siker, mint az előző. Aztán az 50-es évek végére az olyan dalokkal, mint a "Try Me", "I'll Go Crazy" vagy a "Lost Someone" újra sikereket tudott elérni, és a szórakoztatóipar ismert tagja lett. A következő lemeze, a "Live At The Apollo" (1963) jelentette az igazi áttörést ismertté válásában. Ez az album a kiadója akarata ellenére került kiadásba, ők ugyanis nem hitték, hogy egy élőben felvett lemez sikeres lehet, így James Brownnak saját pénzéből kellett állnia a kiadás költségeit. Ezután újabb slágereket sikerült szereznie, ekkor született az "I Got You", "It's A Man's World" és a "Cold Sweat". 1968-ban újra a New York-i Apollo színházban rögzítette zenei anyagát, amit dupla lemez formájában adott ki. Később még többször is ott vette fel lemezeinek anyagát.

### Magyarországon
James Brown és zenekara első alkalommal 1987. február 26-án lépett fel a Budapest Sportcsarnokban.

## Művei

### Filmzenék
- Fekete Caesar (1973)
- Slaughter's Big Rip Off (1973)
- Rocky IV (1985)
- Miami Vice (1987)
- James Brown (2000)
- Blues Brothers (1980)
- Blues Brothers 2000 (1998)
- Home Alone 4 (2004)

### Nagylemezek
- Please, Please, Please (1958)
- Live at the Apollo (1963)
- Pure Dynamite! Live at the Royal (1964)
- Sex Machine (1970)
- Hot Pants (1971)
- The Original Disco Man (1979)
- In the Jungle Groove (1986)
- I'm for Real (1988)
- Live at the Apollo 1962 (1990)
- Star Time (1991)
- Love Over-Due (1991)
- Sex Machine (1991)
- 20-All Time Greatest Hits (1991)
- Universal James (1993)
- 1958 – 2006: 100 album van kiadva